# Bataille de Cisterna
Campagne d'Italie de la Seconde Guerre mondiale
Batailles
Invasion de la Sicile
- Lampedusa
- Corkscrew
- Mincemeat
- Barclay
- Animals
- Chestnut
- Narcissus
- Fustian
- Ladbroke
- Gela
- Troina
- Centuripe

Invasion de l'Italie
- Baytown
- Avalanche
- Rome
- Slapstick
- Armistice de Cassibile
- Achse
- Naples
- Bombardement du Vatican
- Ligne Volturno
- Libération de la Corse
- Ligne Barbara
- Bombardement de Bari

Ligne Gustave
- Ligne Bernhardt
- Raincoat
- San Pietro Infine
- Rivière Moro
- Ortona
- Rivière Rapido
- Monte Cassino
- Shingle
- Cisterna
- Diadem
- Strangle
- Ligne Trasimene
- Libération de Rome
- Ancône
- Brassard

Ligne gothique
- Rimini
- Saint-Marin
- Gemmano
- Montecieco
- Monte Castello
- Garfagnana

Offensive du printemps 1945
- Tombola
- Bowler
- Roast
- Bologne
- Argenta Gap
- Herring
- Collecchio

Guerre civile italienne
La bataille de Cisterna est un affrontement s'étant déroulé pendant la Seconde Guerre mondiale, du 30 janvier au 2 février 1944, près de Cisterna, en Italie, dans le cadre de la bataille d'Anzio, pendant la campagne d'Italie. La nette victoire allemande aura également des répercussions sur l'emploi des Rangers de l'armée américaine qui iront au-delà des résultats tactiques et stratégiques immédiats de la bataille.
Au cours de cette bataille, les 1er, 3e et 4e bataillons de Rangers de l'armée américaine, le 83e bataillon Chemical Mortar et le 509e bataillon d'infanterie parachutiste, sont constitués en brigade sous le nom de 6615e Ranger Force (provisoire) commandée par le colonel William O. Darby, et chargé de soutenir le renouvellement d'une attaque par la 3e division d'infanterie du major général Lucian Truscott, ayant auparavant échoués à prendre Cisterna du 25 au 27 janvier. L'attaque de la 3e division faisait partie d'une grande offensive du VIe corps américain du major général John Lucas pour sortir de la tête de pont d'Anzio avant que les renforts allemands n'arrivent et se concentrent pour une contre-attaque.